# Mautern an der Donau
Mautern an der Donau ist eine Stadtgemeinde mit 3375 Einwohnern (Stand 1. Jänner 2025) am südlichen Donauufer in Niederösterreich gegenüber von Krems/Stein.

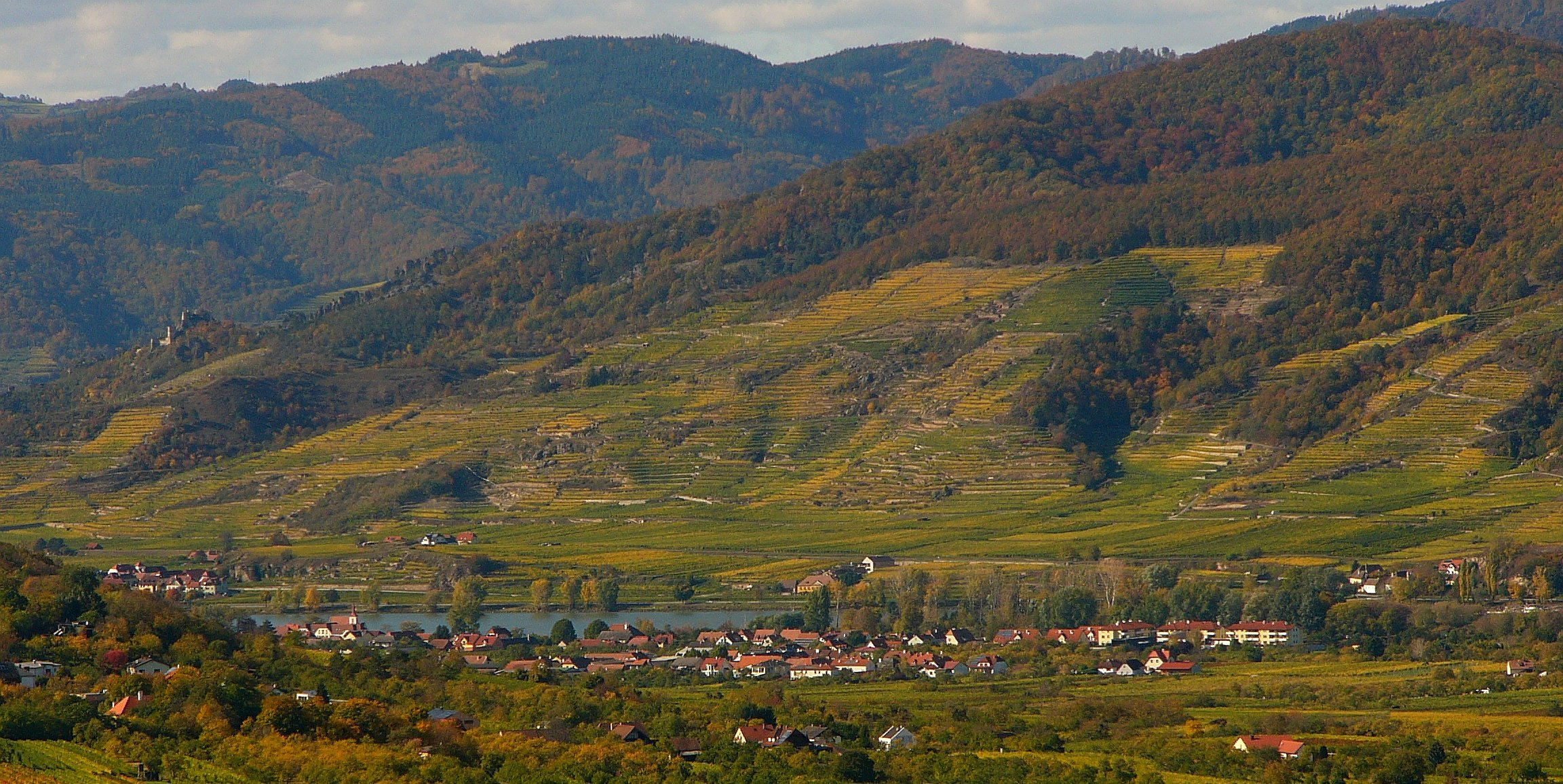
Hundsheim vom Benediktinerstift Göttweig aus gesehen. Am linken Ufer der Donau sind Ausläufe der Ortschaft Unterloiben zu sehen. Darüber die Burgruine Dürnstein.

## Geografie

### Gemeindegliederung
Das Gemeindegebiet umfasst folgende vier Ortschaften (in Klammern Einwohnerzahl Stand 1. Jänner 2025):
- Baumgarten (171)
- Hundsheim (200)
- Mautern an der Donau (2763)
- Mauternbach (241)

Die Gemeinde besteht aus den Katastralgemeinden Baumgarten, Mautern und Mauternbach.

### Nachbargemeinden
| Dürnstein        | Krems an der Donau |       |
| Rossatz-Arnsdorf | Kompass            | Furth |
| Bergern          | Paudorf            |       |

## Geschichte

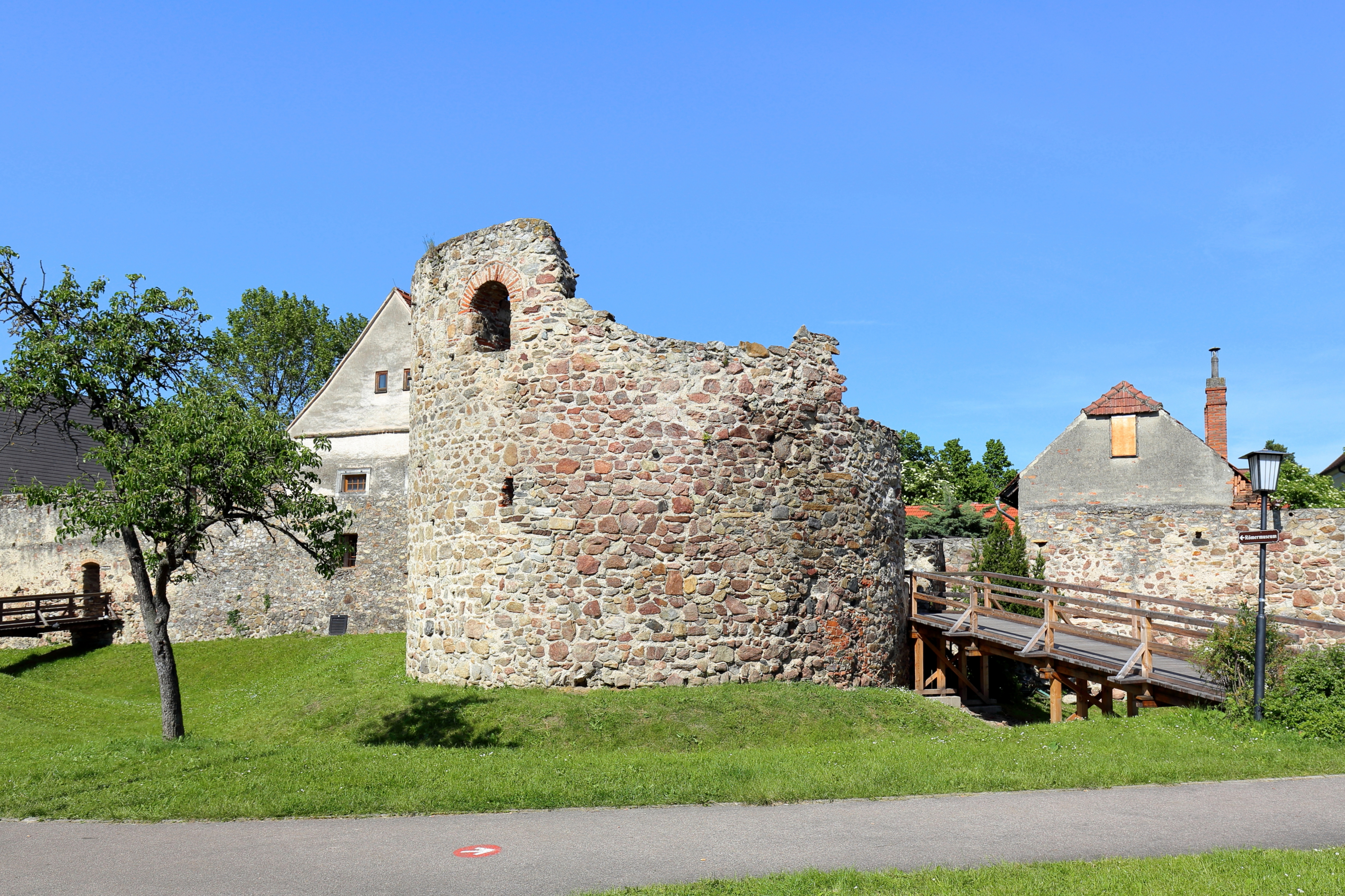
Der Hufeisenturm

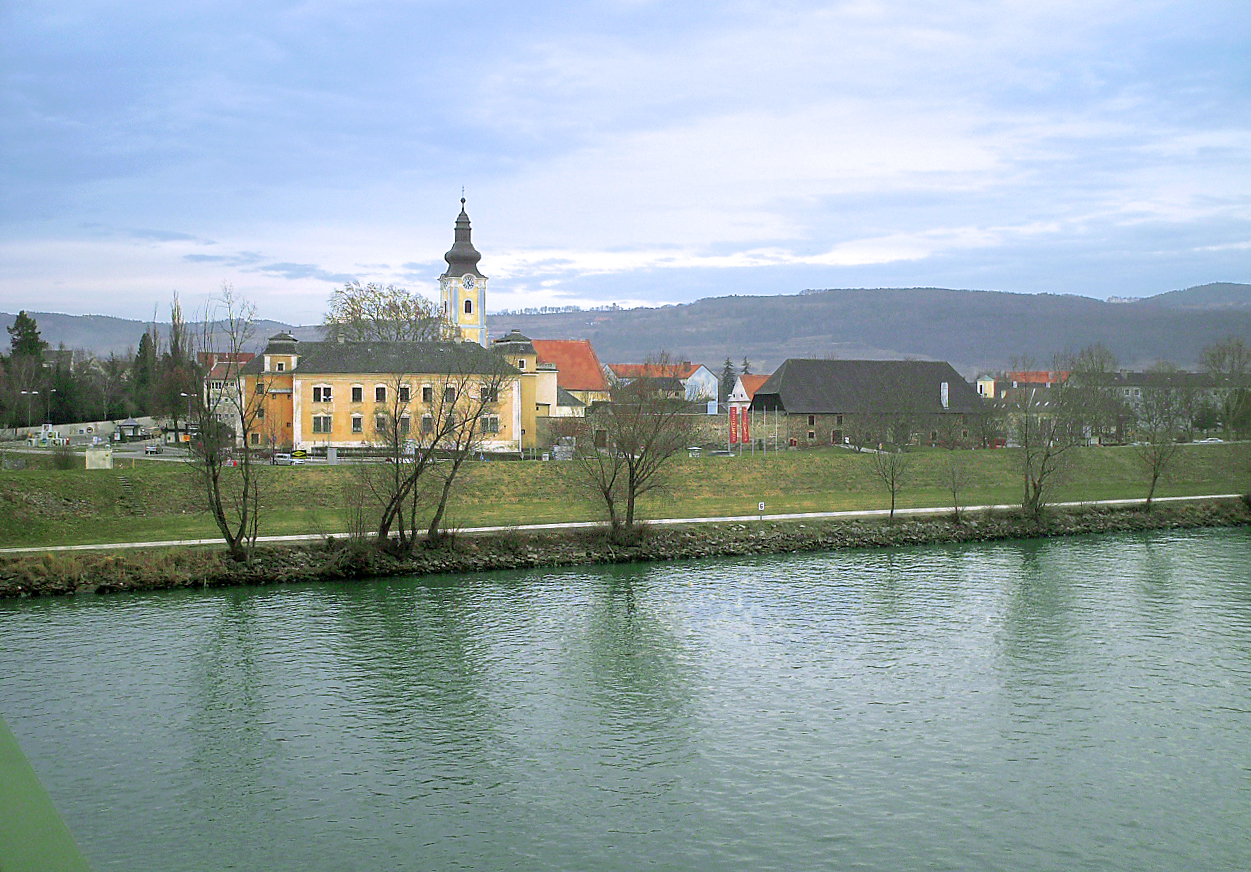
Mautern an der Donau, Blick aus Nord

Mautern war zur Zeit der Römer eine bedeutende Siedlung, da sie an einer wichtigen Handelsroute (Eisen/Salz) und direkt an der Nordgrenze zu den germanischen Völkern lag. Der römische Name für Mautern lautete wahrscheinlich „Favianis" oder "Favianae“. Das Kastell Favianis schützte einen wichtigen Flussübergang (möglicherweise eine Furt) am östlichen Ausgang der Wachau. Seine größte Bekanntheit erlangte Favianis in der Spätantike am Ende der Römerzeit in der zweiten Hälfte des 5. Jahrhunderts, als Severin von Noricum hier ein Kloster gründete; zu dieser Zeit herrschten in diesem Raum bereits die Rugier (ihr König Flaccitheus ist ab 467 belegt). Nach der endgültigen Eroberung des Awarenreiches durch den fränkischen Kaiser Karl den Großen im Jahr 803 setzte die Sicherung und Neubesiedlung des ehemaligen Kastellareals ein. Der entstehende Ort befand sich nun auf dem Gebiet des Baierischen Ostlandes. Mautern wurde in der Raffelstettener Zollordnung erwähnt. Es war die östlichste Handelsstation im Donaubereich. 1137 schloss Bischof Reginmar von Passau mit dem Babenbergermarkgraf Leopold IV. einen Vertrag, der den ersten romanischen Bau des Wiener Stephansdomes ermöglichte.
Seit ca. 100 Jahren steht hier eine Stahlfachwerkbrücke, die im Zweiten Weltkrieg stark beschädigt wurde – lange Zeit einer der ersten und wichtigsten leistungsfähigen Donauübergänge zwischen Linz und Wien.
- Ende 1. Jahrhundert n. Chr. Gründung eines römischen Lagers unter Kaiser Domitian zunächst als Holz-Erde-Lager später zu einem Steinlager erweitert.
- Um 300 n. Chr. wird die neu aufgestellte Legio I Noricorum in Favianis-Mautern stationiert.
- Nach 450 Klostergründung.
- 482 stirbt der heilige Severin am 8. Jänner in seinem Kloster.
- 893 Übergang in den Besitz des Stiftes Kremsmünster und Patrozinium der Agapitskirche [Nikolaihof].
- 899 Nennung Mauterns in den Fuldner Annalen (Civitas Mutarensis)
- 903 Nennung in der Raffelstettener Zollordnung
- 985 bzw. 991 Mautern kommt in den Besitz des Bistums Passau
- Um 1050 Neue Pfarrkirche St. Stephan
- 1083 Nennung der Margaretenkapelle
- 1276–1279 König Rudolf I. erteilt bürgerliche Freiheiten, das Befestigungsrecht und die hohe Gerichtsbarkeit.
- Anfang 14. Jahrhundert St. Johannes in Hundsheim wird als Wallfahrtskirche erwähnt
- 1463 Holzbrücke zwischen Mautern und Stein belegt
- 1467 Verleihung eines Stadtwappens durch Kaiser Friedrich III.
- 1615–1620 David Gregor Corner (der spätere 45. Abt von Stift Göttweig) ist Pfarrer von Mautern.
- 1645 Während Krems und Stein im Dreißigjährigen Krieg von den Schweden eingenommen werden, gelingt es den Kaiserlichen erfolgreich die Stadt Mautern zu verteidigen.
- 1734 Verkauf der passauischen Herrschaft Mautern an Graf Friedrich Karl von Schönborn
- 1849/50 Nach der Abschaffung der Grundherrschaft wird Mautern zum Sitz eines Bezirksgerichts.
- 1866 Um die bei Königgrätz siegreichen Preußen am Donauübergang zu hindern, wird die Holzbrücke zwischen Mautern und Stein abgebrannt.
- 1895 Fertigstellung der Stahlfachwerkbrücke (Straßenbrücke) zwischen Stein und Mautern
- 1907 Eine Brandkatastrophe zerstört große Teile des Schlosses Mautern.
- 1913 Die Stadtgemeinde Mautern erwirbt das Schloss Mautern samt umfangreichem Grundbesitz von den Grafen Schönborn.
- 1938 In der Zeit des Nationalsozialismus werden Mautern, Mauternbach und Baumgarten in die Gauhauptstadt Krems eingegliedert.
- Am 17. April 1945 greifen sowjetische Bomber die Stadt an, 30 Zivilisten und Militärangehörige sterben.[6]
- 30. September 1945: Wiedereröffnung der von der deutschen Wehrmacht bei Kriegsende gesprengten Straßenbrücke Stein-Mautern unter Beisein von Staatskanzler Karl Renner und Vertretern der vier Besatzungsmächte
- 1948 werden die Orte Mautern, Mauternbach und Baumgarten wieder eigenständige Gemeinden.
- 1957 Grundsteinlegung für die neue Julius-Raab-Kaserne des Bundesheeres
- 1970 wird der Ortsteil Baumgarten und 1972 Mauternbach in die Stadtgemeinde Mautern eingegliedert.
- 2002 überflutet ein Donauhochwasser den Ortsteil Hundsheim.
- 2008 wird eine Donau-Hochwasserschutzanlage in den KG Mautern und Mauternbach fertiggestellt und 2015 durch ein Auffangbecken gegen Starkregenereignisse erweitert.

### Bevölkerungsentwicklung
| Mautern an der Donau: Einwohnerzahlen von 1869 bis 2025 | Mautern an der Donau: Einwohnerzahlen von 1869 bis 2025 | Mautern an der Donau: Einwohnerzahlen von 1869 bis 2025 | Mautern an der Donau: Einwohnerzahlen von 1869 bis 2025 | Mautern an der Donau: Einwohnerzahlen von 1869 bis 2025 |
| ------------------------------------------------------- | ------------------------------------------------------- | ------------------------------------------------------- | ------------------------------------------------------- | ------------------------------------------------------- |
| Jahr                                                    |                                                         |                                                         |                                                         | Einwohner                                               |
| 1869                                                    | 1869                                                    |                                                         | 1.413                                                   | 1.413                                                   |
| 1880                                                    | 1880                                                    |                                                         | 1.428                                                   | 1.428                                                   |
| 1890                                                    | 1890                                                    |                                                         | 1.493                                                   | 1.493                                                   |
| 1900                                                    | 1900                                                    |                                                         | 1.650                                                   | 1.650                                                   |
| 1910                                                    | 1910                                                    |                                                         | 1.728                                                   | 1.728                                                   |
| 1923                                                    | 1923                                                    |                                                         | 1.643                                                   | 1.643                                                   |
| 1934                                                    | 1934                                                    |                                                         | 1.887                                                   | 1.887                                                   |
| 1939                                                    | 1939                                                    |                                                         | 1.762                                                   | 1.762                                                   |
| 1951                                                    | 1951                                                    |                                                         | 2.118                                                   | 2.118                                                   |
| 1961                                                    | 1961                                                    |                                                         | 2.232                                                   | 2.232                                                   |
| 1971                                                    | 1971                                                    |                                                         | 2.590                                                   | 2.590                                                   |
| 1981                                                    | 1981                                                    |                                                         | 2.883                                                   | 2.883                                                   |
| 1991                                                    | 1991                                                    |                                                         | 3.037                                                   | 3.037                                                   |
| 2001                                                    | 2001                                                    |                                                         | 3.074                                                   | 3.074                                                   |
| 2011                                                    | 2011                                                    |                                                         | 3.465                                                   | 3.465                                                   |
| 2021                                                    | 2021                                                    |                                                         | 3.471                                                   | 3.471                                                   |
| 2025                                                    | 2025                                                    |                                                         | 3.375                                                   | 3.375                                                   |
| Quelle(n): Statistik Austria, Gebietsstand 1.1.2021     |                                                         |                                                         |                                                         |                                                         |

Die Einwohnerzahl der Gemeinde Mautern steigt trotz einer negativen Geburtenbilanz (−217 von 2001 bis 2011), da die Zuwanderung sehr stark ist (+608 von 2001 bis 2011).

## Kultur und Sehenswürdigkeiten

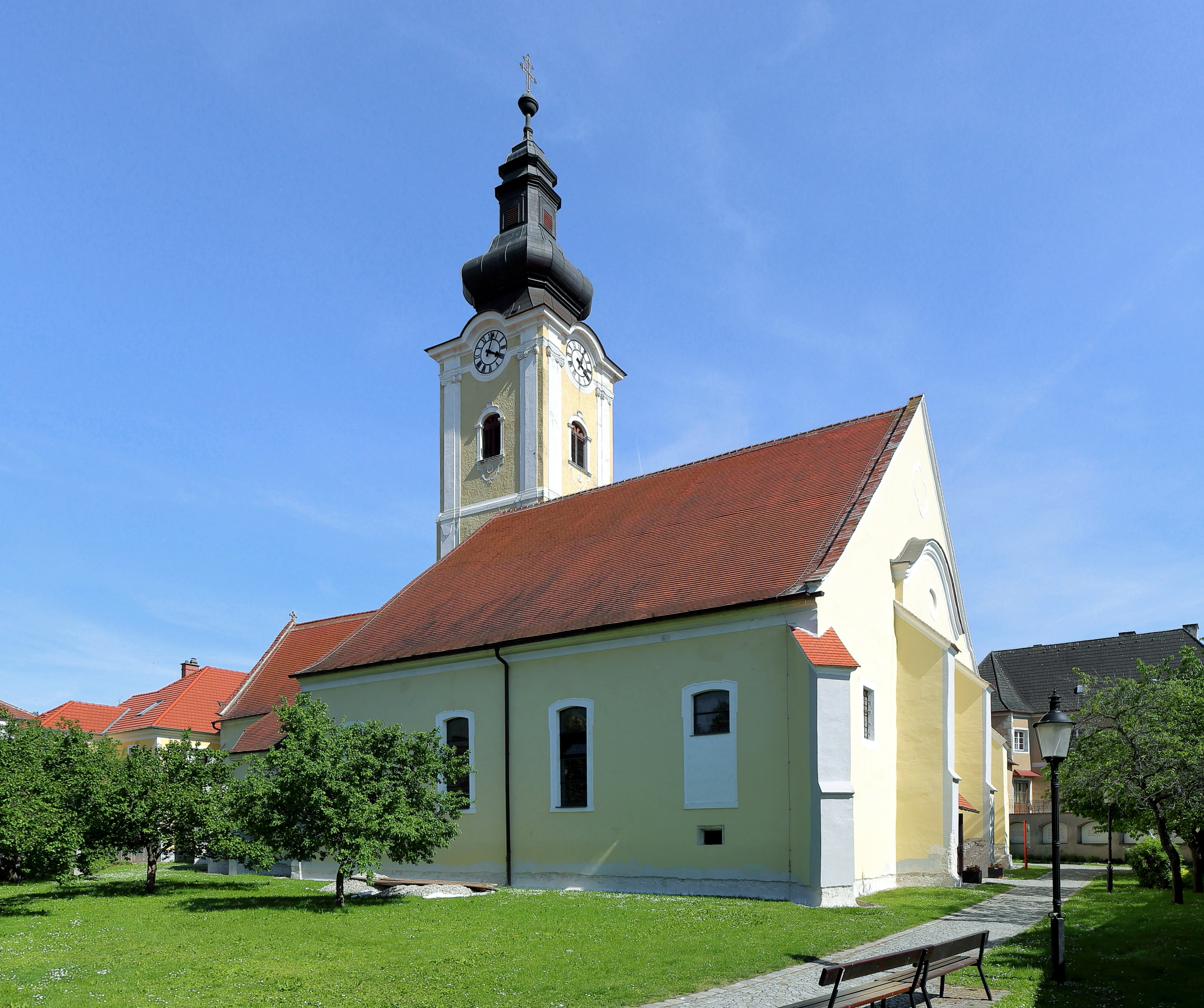
Pfarrkirche Hl. Stephan

In Mautern gibt es viele Stellen, an denen sich archäologische Ausgrabungen finden lassen – Gräber, Mauern, Weinkeller, die von den Römern stammen. Die moderne Römerhalle, die als Veranstaltungssaal dient. und das „Römermuseum Favianis-St. Severin“ geben Zeugnis von der häufig touristisch motivierten Besinnung auf längst vergangene Tage.
Pfarrkirche Hl. Stephan; sie wurde in der zweiten Hälfte des 14. Jahrhunderts errichtet, wobei die nördliche Chorseitenkapelle (Totenkapelle) älteren Bestandes ist (Ende 14. Jahrhundert). In den Jahren 1695/96 baute Carlo Antonio Carlone das Langhaus innen um und barockisierte es. Der mächtige, dreigeschoßige Kirchturm im südlichen Chorwinkel wurde über einen mittelalterlichen Kern von 1774 bis 1777 von dem Baumeister Karl Ehmann errichtet.
Schloss Mautern am Nordrand der Altstadt ist die Nachfolgerin eines mittelalterlichen Wehrhofes, der als Amtssitz der Pfleger und Hauptmänner diente, die für die Passauer Bischöfe die Grundherrschaft ausübten. Jeder der vier Schlossflügel stammt aus einer anderen Epoche. Die im 18. Jahrhundert profanierte Schlosskapelle wurde 2017–2018 umfassend restauriert; seither ist der „Mauterner Altar“, ein um 1620 entstandenes frühbarockes Meisterwerk, wieder darin zu sehen.
Im Ortskern befindet sich ein bedeutender Gebäudekomplex namens Janaburg, ursprünglich aus dem Jahre 1576.
Schloss Baumgarten, ein mehrflügeliger Barockbau mit zwei Höfen befindet sich in der gleichnamigen südlichen Katastralgemeinde.

### Regelmäßige Veranstaltungen
- Wachauer Radtage (seit 1998 jährlich im Juli)

## Wirtschaft und Infrastruktur

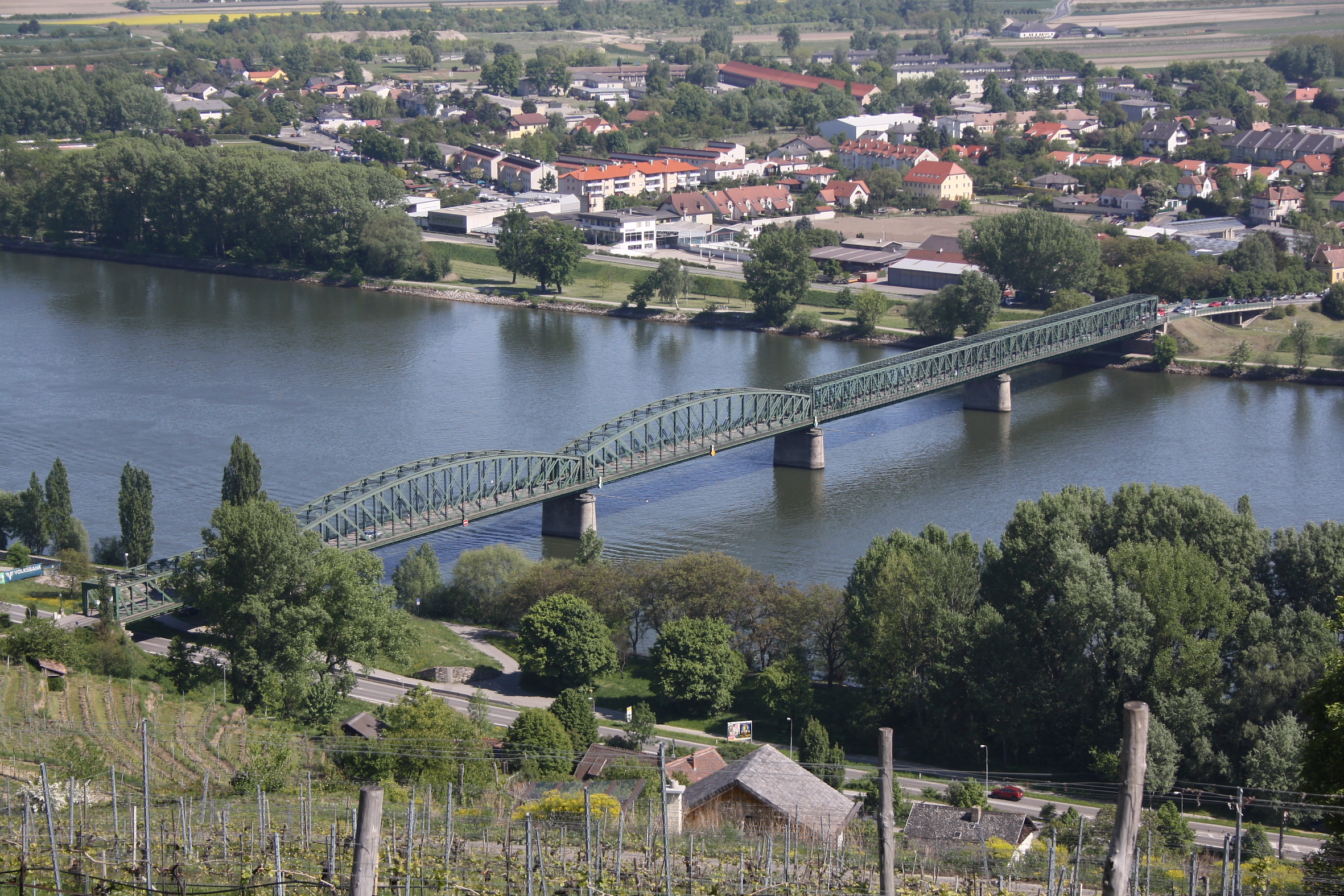
Die Donaubrücke Stein-Mautern, eine 1895 errichtete Stahlfachwerksbrücke, die nach dem Zweiten Weltkrieg zum Teil (das parallelgurtige Fachwerk) neu errichtet wurde. Im Hintergrund der Ostteil von Mautern an der Donau

Nichtlandwirtschaftliche Arbeitsstätten gab es im Jahr 2001 111, land- und forstwirtschaftliche Betriebe nach der Erhebung 1999 90. Die Zahl der Erwerbstätigen am Wohnort betrug nach der Volkszählung 2001 1381. Die Erwerbsquote lag 2001 bei 46,58 Prozent.
Die Stadtgemeinde ist Standort eines Pflege- und Betreuungszentrums des Landes Niederösterreich mit ca. 100 Pflegeplätzen.
Ein großer Teil der Wertschöpfung der Gemeinde ist auf die Raab-Kaserne des österreichischen Bundesheeres zurückzuführen. Die Kaserne ist auch Standort des Kommandos der 3. Jägerbrigade (Brigade Schnelle Kräfte) (früher auch als Kommando schnelle Einsätze (2016–2018) bzw. 3. Panzergrenadierbrigade (1956–2016) benannt).

### Bildungseinrichtungen
In der Gemeinde gibt es eine Volksschule und eine Neue Mittelschule.

## Politik

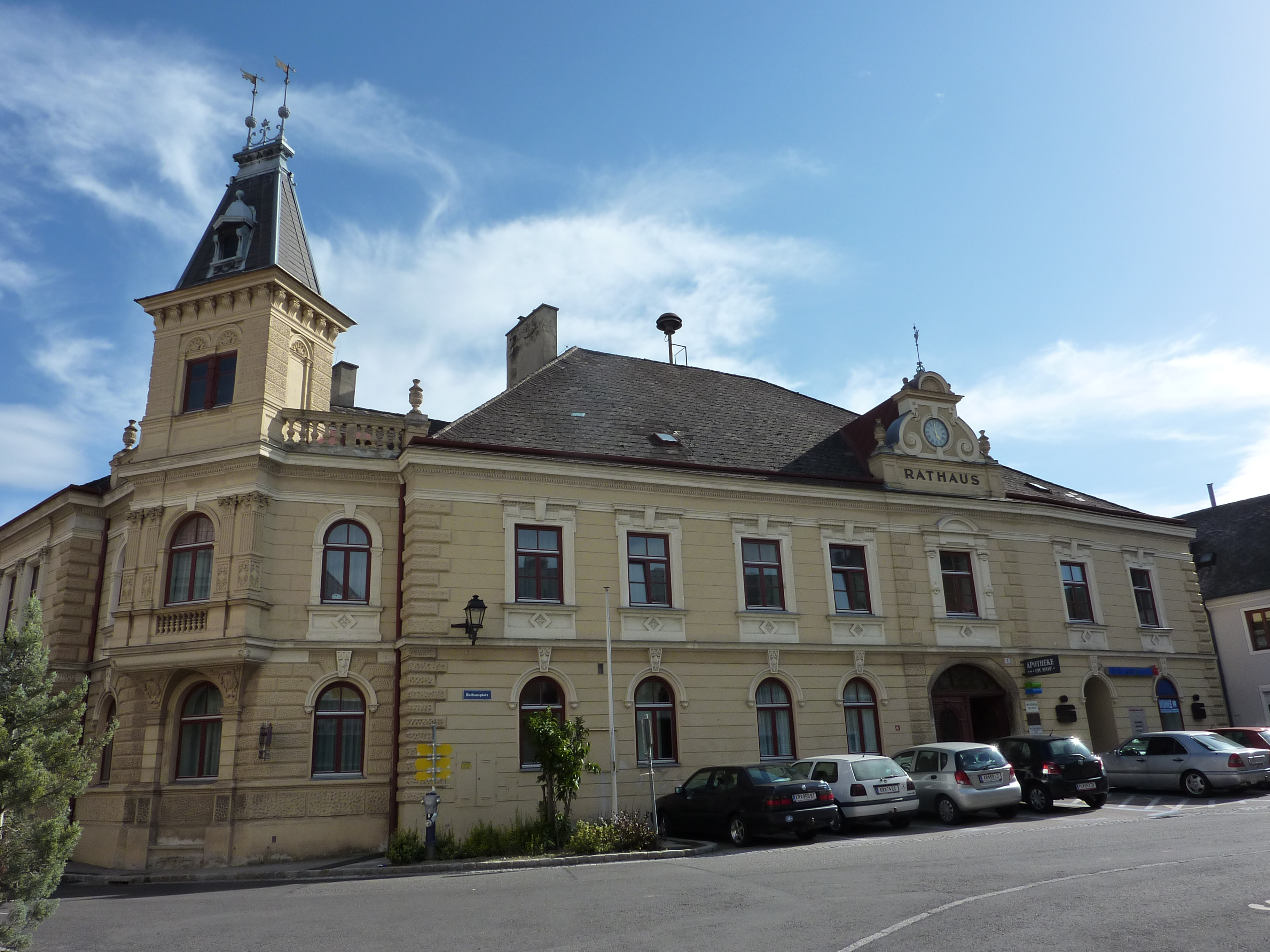
Das Rathaus

Bürgermeister der Stadtgemeinde ist seit 2014 Heinrich Brustbauer (ÖVP), als Vizebürgermeister fungiert Gregor Mayer (ÖVP).
Der Gemeinderat umfasst aufgrund der Bevölkerungsanzahl 23 Sitze, nach der Gemeinderatswahl vom 26. Jänner 2025 mit folgender Mandatsverteilung: ÖVP 14, SPÖ 3, Bürgerliste Mautern Anders 2, FPÖ 2, NEOS 2.

### Wappen
Blasonierung: „Gespalten von Silber und Rot, vorne ein steigender roter „Passauer Wolf“, hinten ein wachsender silberner gezinnter Butterfassturm mit schwarzem Rundportal mit silbernem halbgezogenen Fallgatter, darüber zwei schwarze Fenster, eins im Aufsatz.“

### Städtepartnerschaften
- Mautern in Steiermark

## Persönlichkeiten

### Ehrenbürger
- 2018: Hans Penz (* 1950), Politiker der ÖVP
- 2018: Armin Sonnauer, Alt-Bürgermeister von Mautern[15]

### Söhne und Töchter der Stadt
- Franz Xaver Riedel (1738–1773), Jesuit, Lehrer und Autor, Verfasser von Deinem Heiland, deinem Lehrer
- Anton Kerner, Ritter von Marilaun (1831–1898), Botaniker. Schöpfer der alpinen Pflanzengeographie, einer der Begründer der Pflanzengesellschaftslehre, Universitätsprofessor in Innsbruck (wo er die Lehrkanzel für Botanik schuf) und Wien
- Hartmann Strohsacker (1870–1946), Benediktinermönch, Theologe und Abt des Stiftes Göttweig zwischen 1930 und 1946.
- Bernulf Bruckner (* 1944), Autor und Journalist sowie Veranstalter und Leiter von Weinseminaren
- Lisl Wagner-Bacher (* 1953), Haubenköchin

### Mit Mautern verbundene Persönlichkeiten
- Severin von Noricum (410–482), Missionar und Klostergründer, gründete bei Mautern ein Kloster.
- Eugippius (465–533), ein frühchristlicher Heiliger und Kirchenschriftsteller, trat in das Kloster des Hl. Severin ein, dessen Biographie er schrieb.
- Rosa Papier-Paumgartner (1859–1932), Opernsängerin. Liebte zeitlebens die Wachau und wurde nach ihrem Tod in Mautern bestattet, wo ihre familiären Wurzeln lagen.
- Karl Vikas (1875–1934), Maler, porträtierte über 30 Jahre lang die Wachau und lebte bis zu seinem Tod in Mautern.
- Renate Seitner (* 1962), Gymnasiallehrerin, ehemalige Stadträtin und ehemaliges Mitglied des Bundesrates